# Plouescat
Plouescat (bret. Ploueskad) – miejscowość i gmina we Francji, w regionie Bretania, w departamencie Finistère.
Według danych na rok 1990 gminę zamieszkiwało 3689 osób, a gęstość zaludnienia wynosiła 249 osób/km² (wśród 1269 gmin Bretanii Plouescat plasuje się na 129. miejscu pod względem liczby ludności, natomiast pod względem powierzchni na miejscu 671.).